# Trémont-sur-Saulx
Trémont-sur-Saulx – miejscowość i gmina we Francji, w regionie Grand Est, w departamencie Moza.
Według danych na rok 1990 gminę zamieszkiwało 608 osób, a gęstość zaludnienia wynosiła 51 osób/km² (wśród 2335 gmin Lotaryngii Trémont-sur-Saulx plasuje się na 531. miejscu pod względem liczby ludności, natomiast pod względem powierzchni na miejscu 481.).